# Вілорія-де-Ріоха
Вілорія-де-Ріоха (ісп. Viloria de Rioja) — муніципалітет в Іспанії, у складі автономної спільноти Кастилія-і-Леон, у провінції Бургос. Населення — 46 осіб (2010).
Муніципалітет розташований на відстані близько 230 км на північ від Мадрида, 48 км на схід від Бургоса.

## Демографія
Динаміка населення (INE ):